# Willy Möbius
Alfred Willy Möbius ou Wilfried Möbius  (Leipzig, 16 de fevereiro de 1879 – Leipzig, 17 de abril de 1964) foi um físico alemão.
Möbius obteve um doutorado em 1907 em Leipzig, obteve a habilitação em 1919 e foi depois Privatdozent e de 1925 a 1945 professor de física na Universidade de Leipzig. Escreveu o artigo Optik der Atmosphäre na Encyklopädie der mathematischen Wissenschaften e trabalhou teórico e experimentalmente com arco-íris.

## Obras
- Einführung in die Optik der Atmosphäre. Teubner, Leipzig 1907.
- Zur Theorie des Regenbogens und ihrer experimentellen Überprüfung. Leipzig, Teubner 1907 (Abhandlungen der math-phys. Klasse der kgl. sächsischen Gesellschaft der Wissenschaften, Vol. 30 Nr. 2, Inaugural-Dissertation).
- Über die Mascartsche einfache Methode zur Berechnung von Interferenzstreifen und ihre Anwendung auf die Beugungserscheinungen beim Regenbogen und Ultramikroskop. In: Annalen der Physik (1910), p. 79–133.
- Zur Theorie des Regenbogens an Kugeln von 1 bis 10 Lichtwellenlängen Durchmesser. In: Annalen der Physik (1913), p. 736ff.
- Über die Dispersion von Wasser und Äthylalkohol zwischen 7 und 35 mm Wellenlänge und Vorversuche zur Verwendung noch kürzerer elektrischer Wellen. In: Annalen der Physik (1920), p. 293–322.
- Optik der Atmosphäre. 1921.